# Kanixka II

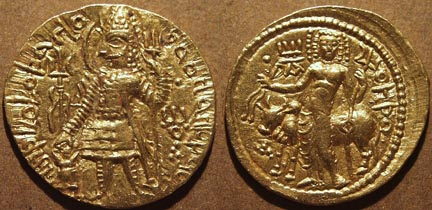
Moneda de Kanixka II.

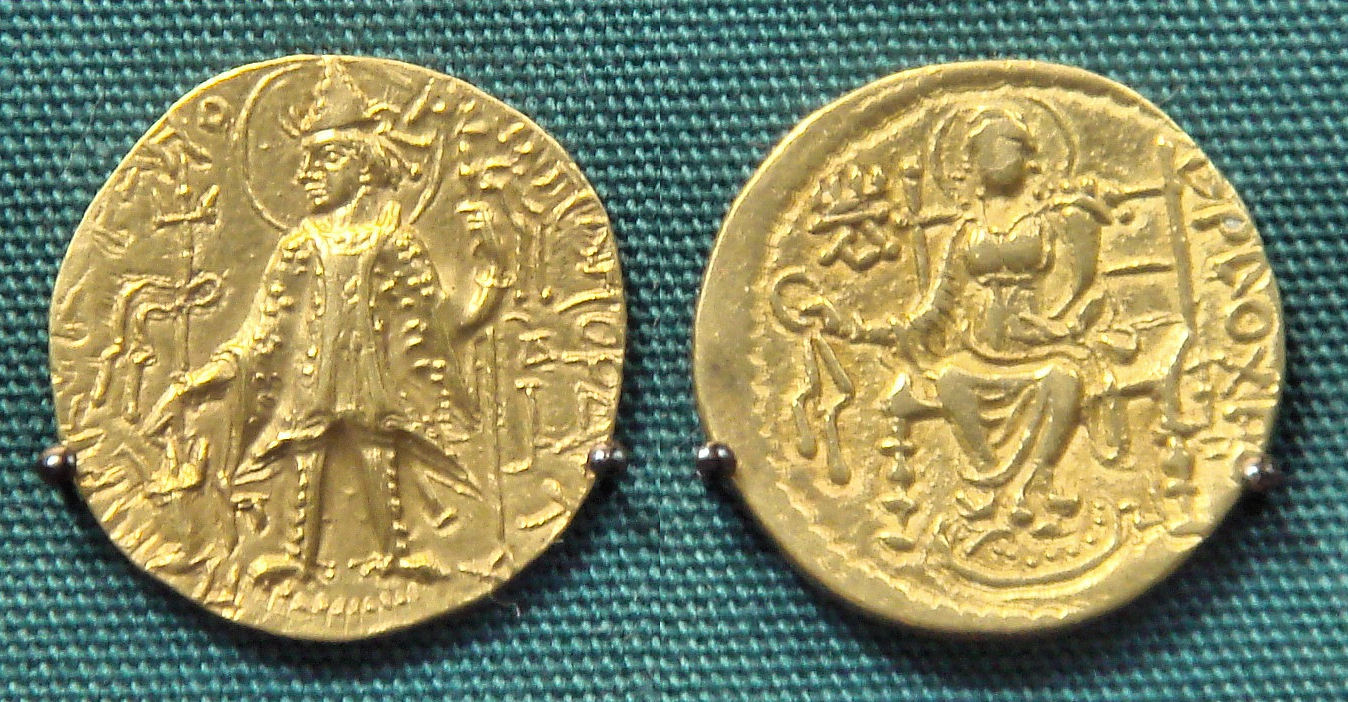
Kanixka II amb Ardokxo.

Kanixka II fou un dels emperadors de l'Imperi Kuixan. La datació és incerta i podria ser vers 225 a 245. Va succeir a Vasudeva I considerat el darrer gran emperador kuixana. Hauria perdut part del seu imperi a mans dels sassànides de la dinastia kuixano-sassànida.